# Augsburger Prachtbrunnen
Die Augsburger Prachtbrunnen sind drei Brunnen der Augsburger Maximilianstraße. Sie bilden eine Trias, die die drei Stände der Reichsstadt anspricht: den Herren-, Kaufmanns- und Handwerkerstand. Das Ensemble der drei manieristischen Renaissance-Brunnen wird als die Augsburger Prachtbrunnen, seltener als die Augsburger Monumentalbrunnen, bezeichnet. Die Augsburger Prachtbrunnen wurden zwischen 1588 und 1600 von Hubert Gerhard und Adriaen de Vries in Stein und Bronze geschaffen.
Alle drei Brunnen wurden als Teile des „Augsburger Wassermanagement-Systems“ am 6. Juli 2019 in die Welterbeliste der UNESCO aufgenommen.

## Die drei Prachtbrunnen
Alle drei Brunnen befinden sich an der heutigen Maximilianstraße, die es in dieser Form aber zu der Zeit, als die Brunnen errichtet wurden, noch gar nicht gab. Der Augustusbrunnen steht am Nordende der Maximilianstraße auf dem Rathausplatz am und der Merkurbrunnen weiter südlich auf der Höhe der Stadtpfarrkirche St. Moritz. Ein verbreiteter Irrglaube ist, der Merkurbrunnen stünde auf dem Moritzplatz, dieser ist jedoch auf der anderen Seite der Kirche. Diese beiden Brunnen sind heute in einer Fußgängerzone und nur die Straßenbahn Augsburg fährt an ihnen vorbei. Der Herkulesbrunnen stand früher auf dem größten zentralen Platz der Stadt, dem Weinmarkt. Durch den Abbruch des Tanzhauses und Siegelhauses entstand die heutige „Kaisermeile“. Der Herkulesbrunnen ist heute auch ein beliebtes Fotomotiv durch seine Lage beim Standesamt Augsburg.

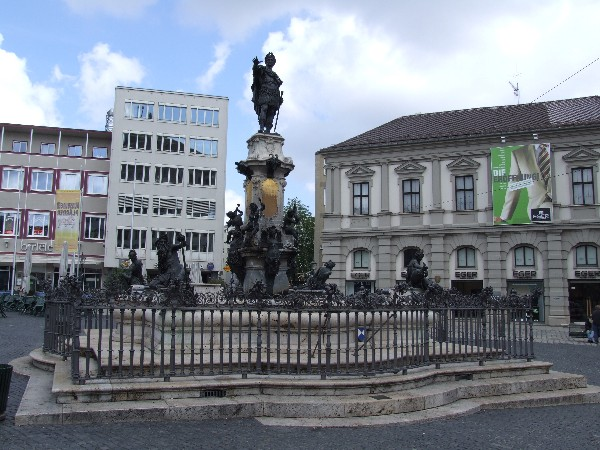
Augustusbrunnen
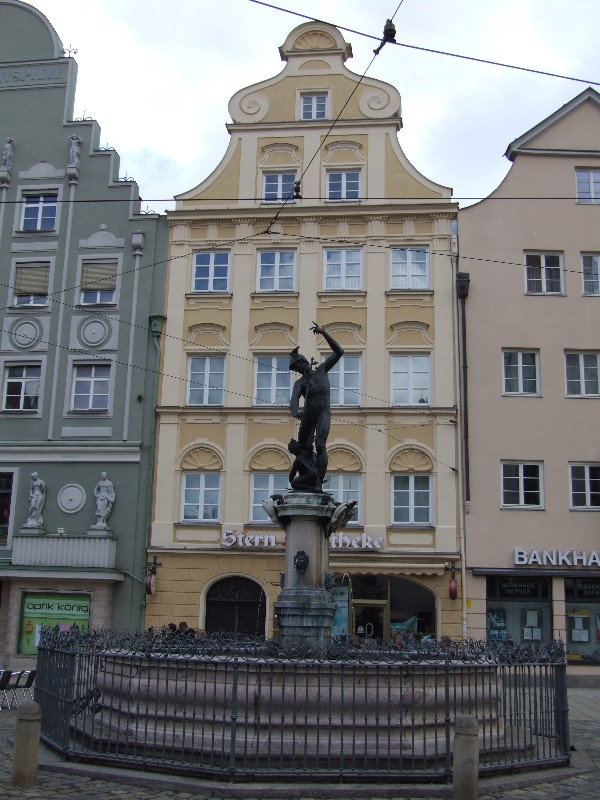
Merkurbrunnen
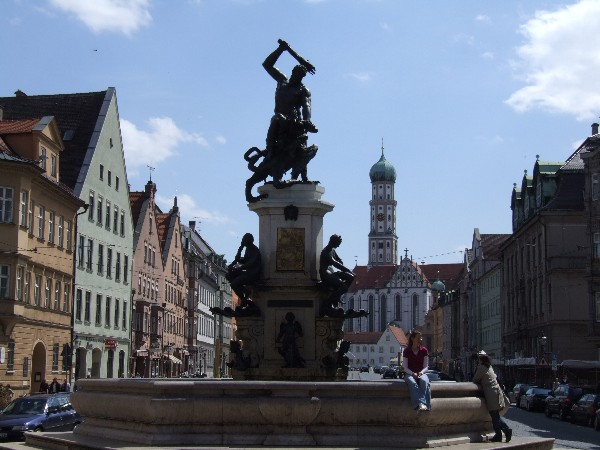
Herkulesbrunnen

## Bildsprache
Der Augustusbrunnen wird von der Figur des Stadtgründers, Kaiser Augustus, gekrönt. Waffenrock und Lorbeerkranz weisen auf seine militärischen Siege hin. Unterhalb der Statue ist das Wasser thematisiert: weibliche Hermen verspritzen Wasser aus ihren Brüsten als Symbole des Überflusses und Reichtums; vier Flussgötter und -göttinnen symbolisieren das für Augsburg besonders wichtige Wasser, das über ein aufwändig angelegtes Kanalnetz die Stadt versorgte.
Am Merkurbrunnen wird mit einer Figur des Mercurius der Kaufmannsstand thematisiert, der für Augsburg mit Dynastien wie die der Fugger, Welser und Höchstetter prägend war.
Der Herkulesbrunnen zeigt den Prototypus aller Helden, Herakles, als muskulösen nackten Mann, der mit einer Flammenkeule das siebenköpfige Ungeheuer Hydra erschlägt. Er schließt das Handwerk ein, da dieses vor allem auf die Zähmung des vielarmigen wilden Wassers und auf die Hilfe des Feuers, auf die Überlegenheit des menschlichen Erfindungsgeistes über die feindlichen Kräfte der Natur, angewiesen war, hingen doch die Augsburger Handwerksbetriebe großenteils von der Wasserkraft der Kanäle ab. Drei Najaden und drei Meeresgötter thematisieren das Wasser, zwischen ihnen besiegen drei geflügelte Putten wasserspeiende Gänse.

## Kurioses
Im Jahr 2000 stiftete die Verlegerin Ellinor Holland (Augsburger Allgemeine) der Stadt Augsburg die Bronzeplastik Aphrodite von Markus Lüpertz. Sie sollte die Trias auf dem Platz vor der Basilika St. Ulrich um einen weiteren Brunnen erweitern. Nach Bürgerprotesten wurde die Statue jedoch nicht in der Maximilianstraße, sondern vor dem Verlagshaus der Zeitung in Lechhausen aufgestellt.